# Pilophorus clavatus
Pilophorus clavatus is een wants uit de familie van de blindwantsen (Miridae). De soort werd het eerst wetenschappelijk beschreven door Linnaeus in 1767.

## Uiterlijk
De donkerbruine wants is, als volwassen dier, altijd langvleugelig en kan 4 tot 5 mm lang worden. De wantsen uit het geslacht Pilophorus lijken vooral als nimf enigszins op mieren, vandaar de Nederlandse naam. De bruine tot zwartbruine wantsen hebben witte dwarsstrepen over het lichaam die gevormd worden door kleine witte haartjes. De drie witte dwarsstrepen lopen over de vleugels, eentje bovenaan, die stopt bij het driehoekige gebied rond het scutellum, (de clavus), eentje wat lager over het middenstuk van de vleugels, die verspringt iets als hij de clavus bereikt en eentje over het uiteinde van het verharde deel van de vleugels, de (cuneus). Zowel de kop, het halsschild als het scutellum zijn zwart van kleur. Het scutellum heeft bovendien twee witte streepjes in de lengte en een witte punt. Het doorzichtige gedeelte van de vleugels is donker. De bruine pootjes hebben een donkere achterdij. De antennes zijn ook bruin. Het tweede segment is iets verdikt aan de bovenkant en wat donkerder. Het derde en vierde segment zijn aan het begin een beetje wit.

## Leefwijze
De volgroeide wantsen kunnen van juni tot oktober aangetroffen worden in bossen en tuinen op diverse loofbomen zoals hazelaar (Corylus avellana), berk (Betula) en wilg (Salix). Soms worden ze ook in naaldbomen gevonden. De eten plantensappen maar ook bladluizen. Er is een enkele generatie per jaar en de soort overwintert als eitje.

## Leefgebied
De soort is in Nederland algemeen. Het verspreidingsgebied is van oorsprong Palearctisch, van Europa tot in Azië maar de wants is ook geïntroduceerd in Noord-Amerika.